# Карл Брегер во Флери
«Карл Брёгер во Флери» (нем. Karl Broeger in Fleury) — рассказ Эриха Марии Ремарка, опубликованный в 1930 году. В нём рассказывается, как ветеран Первой мировой войны Карл Брёгер предаётся воспоминаниям о страшных сражениях, приехав вместе со своим другом в «деревню ужаса» Флери. 

## Сюжет
Повествование ведётся от лица друга Карла Брёгера. Карл — амбициозный человек, озабоченный банковскими делами и футбольными новостями. Друзья приехали в места, где во время войны находился взвод Карла. Теперь здесь водят экскурсии.
Карл внимательно осматривает местность в поисках места, где их взвод шёл на штурм города. Но теперь город сровнен с землёй. Его не восстановили, так как земля заминирована — опасно отстраивать всё заново.
На месте, где когда-то было Флери — деревня, развалины которой пришлось 6 раз брать штурмом и опять сдавать врагу — теперь памятник. Карл вспоминает о новобранце, которого включили в список «пропавших без вести», а его мать до сих пор надеется, что сын вернётся. "Нет причин считать, что он погиб", — вслух размышляет Карл.

Герои уходят. У Карла не укладывается в голове, как они могут запросто шляться по местам, где в то время творился настоящий ад. Мимо автомобиля плывут обелиски. На большинстве речь идёт о победе и славе.
— Это ещё ни о чём не говорит, — замечает он. — Нет, совсем ни о чём. Но вообще-то они правы, что ставят такие памятники, потому что нигде не было больше страданий, чем во всех этих местах. Только про одно забыли: чтобы больше никогда. Вот этого не хватает. Ты понимаешь?
Герои подъезжают к американскому кладбищу. Четырнадцать тысяч крестов мерцают в бледном свете луны. Посреди них бродит одинокий мужчина, удалённый и маленький.

Где-то в городах играют дети. Вокруг них целый мир; дети продолжают играть. Так уж повелось везде. Во всём мире.
— Дети, — говорит Карл, и в темноте не видно, что с ним. — Они везде одинаковы, разве нет?.. Дети ещё ни о чём не знают...
Весь остаток пути Карл напряжённо смотрит в боковое стекло.